# Paralimnophila puella
Paralimnophila puella är en tvåvingeart som beskrevs av Alexander 1924. Paralimnophila puella ingår i släktet Paralimnophila och familjen småharkrankar. Inga underarter finns listade i Catalogue of Life.